# 克林頓鎮區 (伊利諾伊州迪卡爾布縣)
克林頓鎮區（英語：Clinton Township）是位於美國伊利諾伊州迪卡爾布縣的一個行政鎮區。

## 地方資料
根據2010年美國人口普查的數據，克林頓鎮區的面積為91.50平方千米，當中陸地面積為91.30平方千米，而水域面積為0.20平方千米。當地共有人口1868人，而人口密度為每平方千米20.42人。